# چسزکزین
چسزکزین (به لاتین: Trzeszczyn) یک روستای لهستان در لهستان است که در Gmina Police واقع شده‌است.

## خصوصیات
چسزکزین ۲۶۰ نفر جمعیت دارد.